# Rancabolang
Rancabolang is een bestuurslaag in het regentschap Kota Bandung van de provincie West-Java, Indonesië. Rancabolang telt 8566 inwoners (volkstelling 2010).